# Cantón de Agda
El cantón de Agda  es una división administrativa francesa, situada en el departamento del Hérault y la región Occitania.

## Composición
El cantón de Agda agrupa 5 comunas:
- Agda
- Bessan
- Marseillan
- Portiragnes
- Vias

|  |  |  |